# 祝以岱
祝以岱，字泰徵，號南華，浙江杭州府海宁县人。明朝政治人物、同進士出身。

## 生平
万历三十一年（1603年）癸卯科浙江鄉試舉人，萬曆三十二年（1604年）聯捷甲辰科進士，未授官卒。

## 家族
祝世喬隆慶二年進士；仲子。兄祝以冈，字寿征，萬曆十年舉人。